# 博氏小庸鰈
博氏小庸鰈為輻鰭魚綱鰈形目鰈亞目牙鮃科的其中一種，為熱帶海水魚，分布於東太平洋加利福尼亞灣至秘魯海域，棲息深度66-121公尺，體長可達20公分，棲息在軟底質或岩石底質底層水域，生活習性不明，可作為食用魚或製成魚粉，通常被拖網所捕獲。